# Khaled Al-Awadhi
Ahmed Al-Arbeed (født 13. september 1964) er en kuwaitisk fægter som deltog i de olympiske lege 1980, 1984 og 1988  i den individuelle og i holdkonkurrencen i fleuret for mænd.